# Église Notre-Dame de Martinvast
Pour les articles homonymes, voir Église Notre-Dame.
L'église Notre-Dame de Martinvast est un édifice catholique, du 1er quart du XIIe siècle, qui se dresse sur le territoire de la commune française de Martinvast, dans le département de la Manche, en région Normandie. L'édifice est classée au titre des monuments historiques.

## Localisation
L'église Notre-Dame est située au sud-ouest du bourg de Martinvast, dans le département français de le Manche.

## Historique
L'église Notre-Dame appartenait aux mêmes seigneurs que l'église Saint-Martin de Tollevast et l'église Saint-Martin d'Octeville. Les caractéristiques de ce groupe d'églises étaient très semblables au moment de leur construction. Par ailleurs, ces églises ont été soumises à l'influence de l'abbaye Notre-Dame du Vœu qui possédait le patronage de Martinvast et d'Octeville et a acquis celui de Tollevast. L'aspect initial de l'église de Martinvast était probablement très proche de celui de l'église de Tollevast. La seule originalité de l'église de Martinvast est la présence d'un bandeau horizontal sur l'élévation extérieure de l'abside au niveau de l'appui des fenêtres.
Le clocher devait être, comme à Tollevast, au-dessus de la première travée du chœur mais il a été reporté à l'ouest, devant le portail roman, en 1705. Par ailleurs, les murs gouttereaux du chœur ont été percés pour ajouter des chapelles formant une sorte de transept, probablement vers 1600 au nord, et en 1855 au sud.
En 1525, un Robert Le Fort est prêtre à Martinvast.

## Description
L'église de style roman date du 1er quart du XIIe siècle. Subsistent de cette période le chœur, la nef longue et étroite et le chevet, avec ses modillons, demi-circulaire rythmé par des contreforts plats et des colonnes engagées, légèrement dominé par le chœur par un gable oriental. Elle correspond au schéma roman ou proto-gothique d'un petit groupe régional bien caractérisé de petite église du Cotentin, avec notamment celles de Tollevast et Octeville, où dès le premier quart du XIIe siècle, la croisée d'ogives est appliquée aux voûtements du chœur, dite « école de Lessay »,. Le chœur, avec ses deux travées droites, voit ses voûtes supportées par de massives ogives. Les chapiteaux offrent une diversité de motifs que l'on retrouve dans d'autres églises romanes du Nord-Cotentin.
Les chapelles latérales sont datées des XVIe et XIXe siècles, quant au clocher-porche occidental, couvert en bâtière, il est daté de 1705. Dans un mur de la nef sont insérées deux pierres sculptées. L'une porte une inscription qui a été bûchée, l'autre, entre deux palmettes, un écu avec les armes de la famille Le Fort (anoblie en 1471) : d'argent au croissant de gueules mis en cœur, accompagné de trois merlettes de sable, 2 en chef et 1 en pointe.

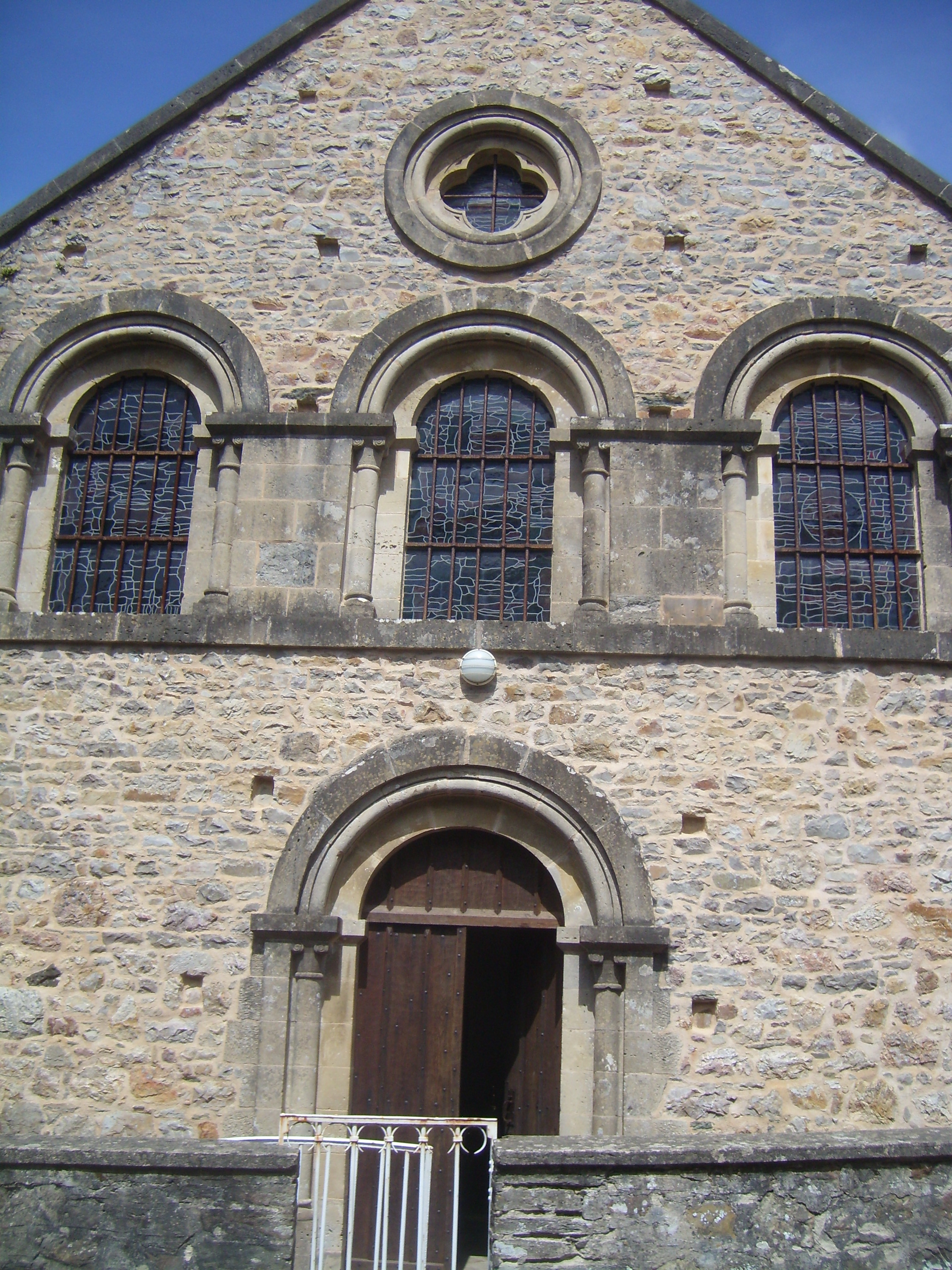
L'entrée du transept sud.
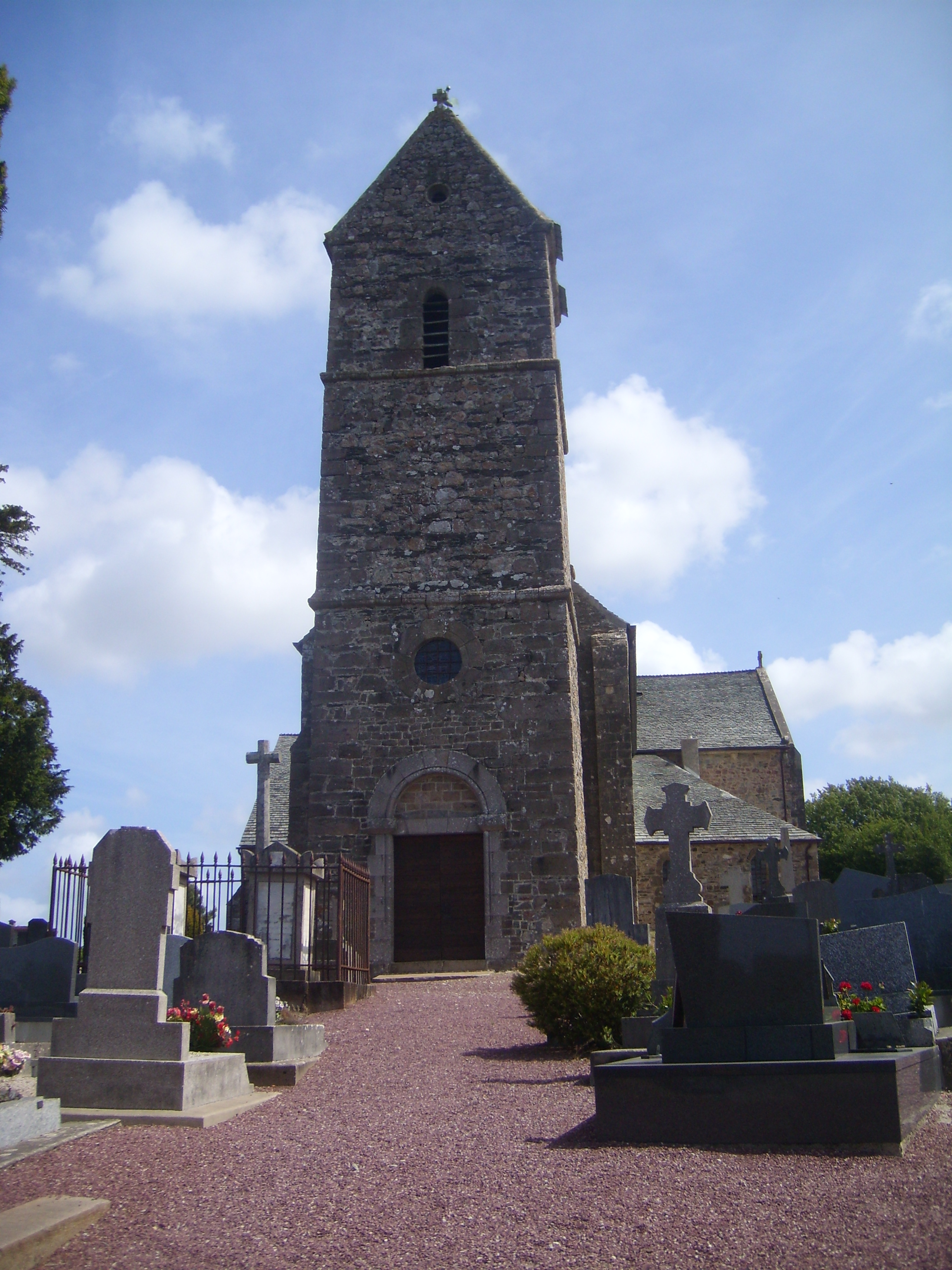
Le clocher en bâtière.

## Protection
L'église est classée au titre des monuments historiques par arrêté du 4 avril 1906.

## Mobilier
Parmi les objets mobiliers, sont classés au titre objet aux monuments historiques, une Vierge à l'Enfant assise du XIVe siècle, une peinture sur bois du XVe siècle L'Enfant Jésus adoré par la Vierge, des saints et des anges du XVe siècle, et dans le bras sud du transept, des bas-reliefs fragments d'un retable aux douze Apôtres en pierre calcaire du 1er quart du XVIe siècle, présentant des traces de polychromie.
La chapelle nord abrite une statue de saint Martin.

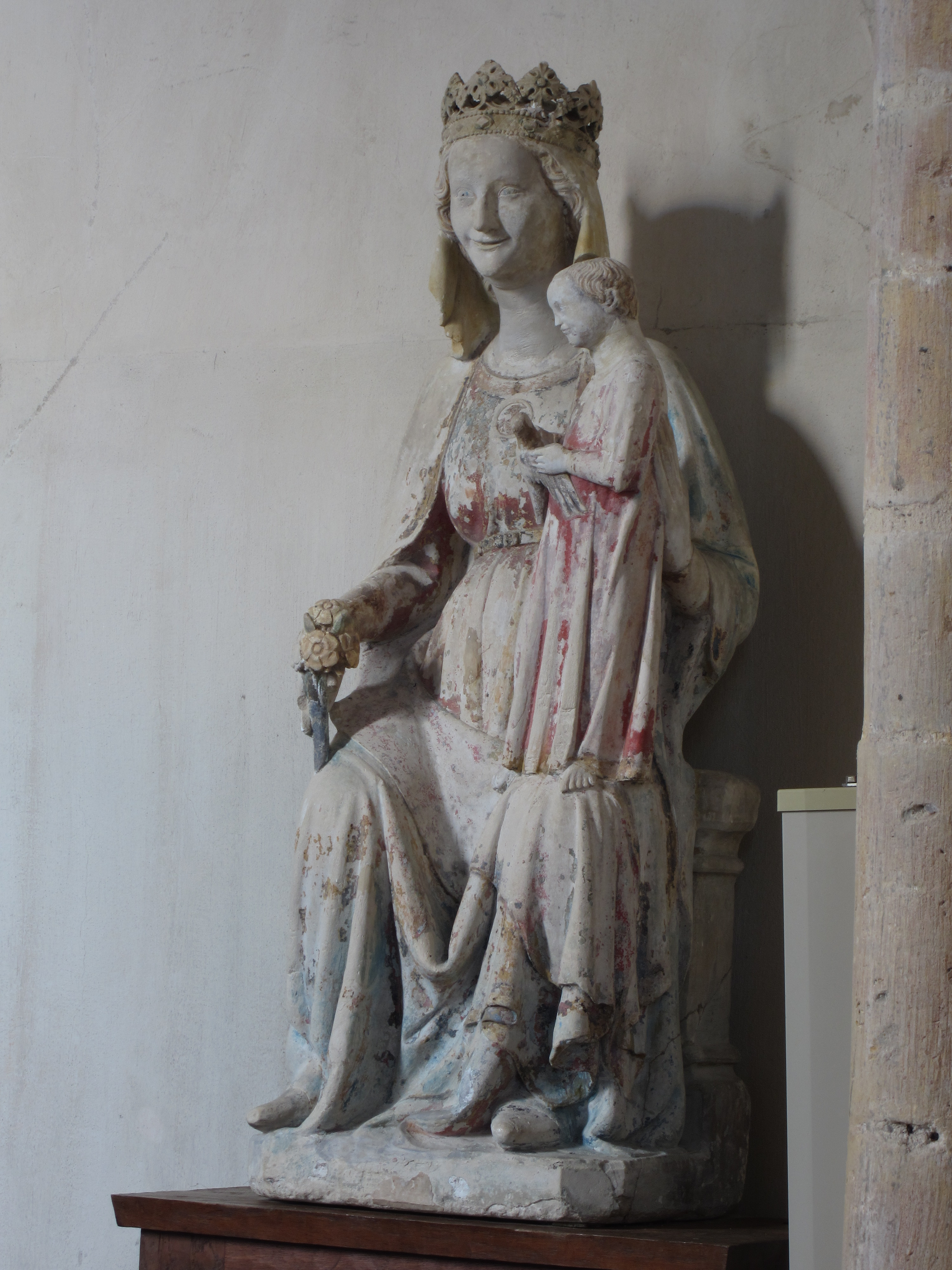
La Vierge à l'Enfant.
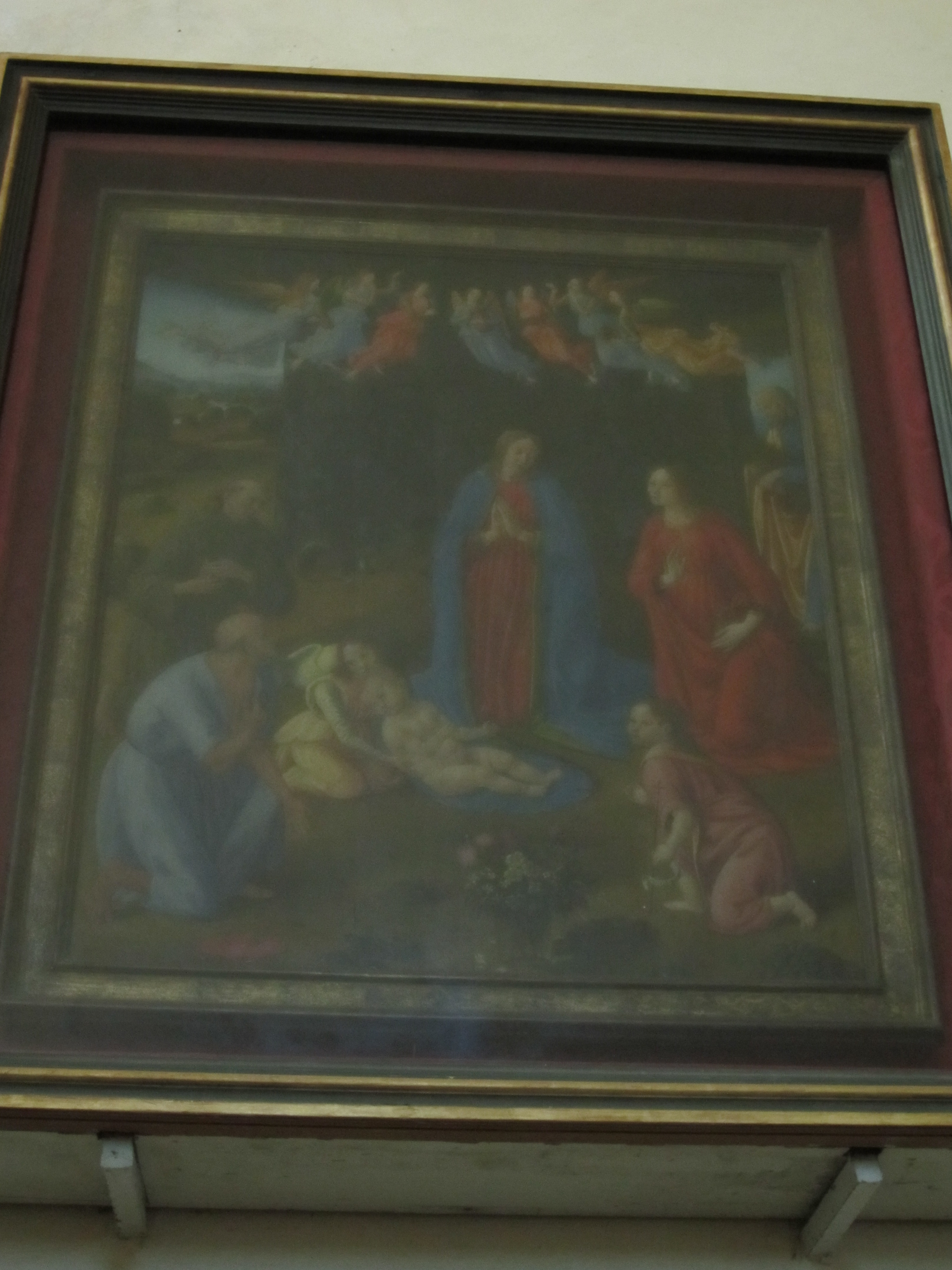
L'Enfant Jésus adoré par la Vierge.
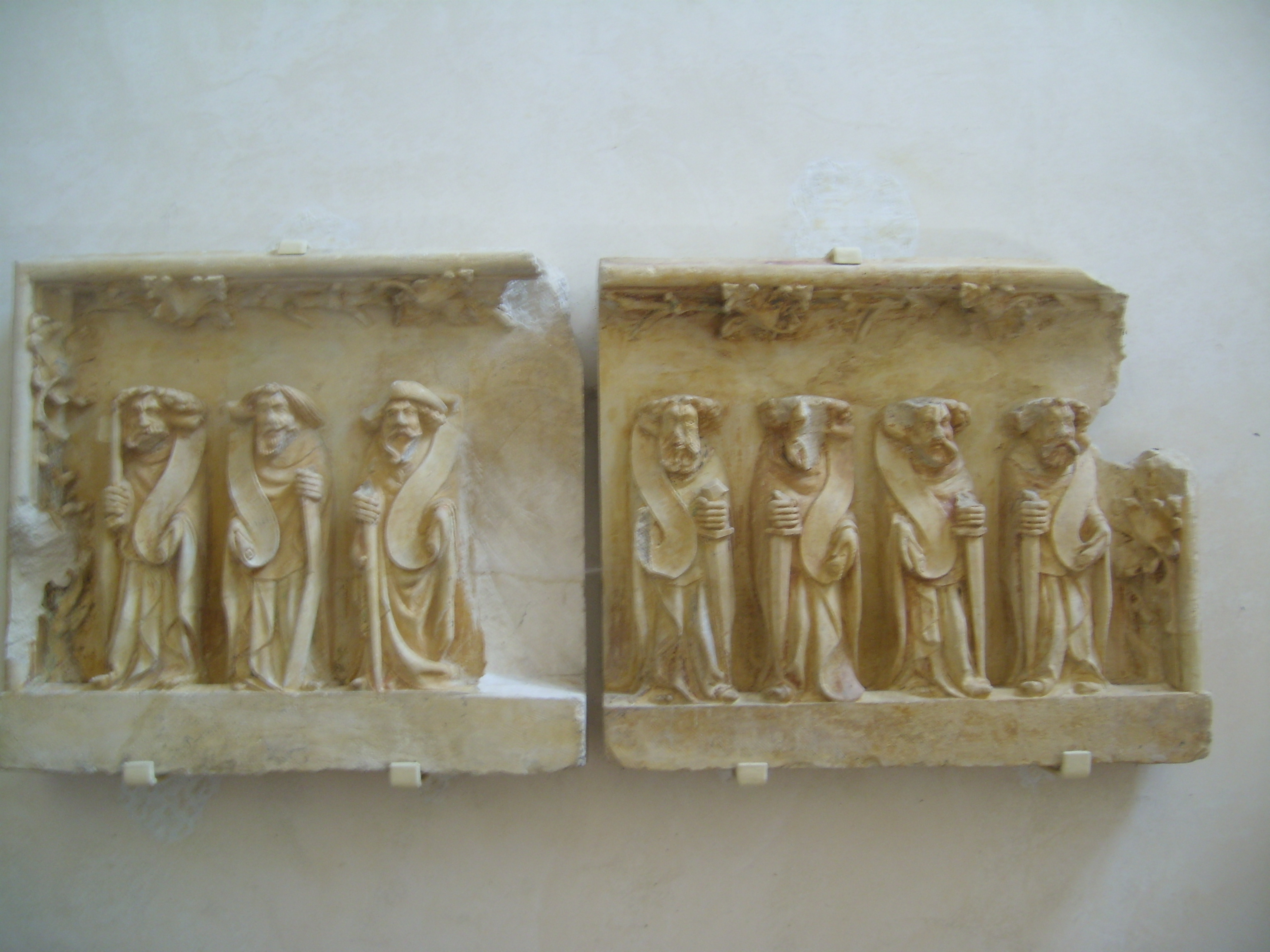
Les bas-reliefs.